# Nowa Zagora
Nowa Zagora – miasto w środkowej Bułgarii, w obwodzie Sliwen, na Nizinie Górnotrackiej, siedziba gminy Nowa Zagora.
Zamieszkane przez około 24 100 mieszkańców, których liczba stale się zmniejsza. Według oficjalnych szacunków około 12% mieszkańców miasta stanowią mniejszości etniczne, z których dwie główne to mniejszość turecka i romska. Miasto cechuje wysoki wskaźnik bezrobocia, który szacowany jest na 23%.
W mieście rozwinął się przemysł maszynowy, włókienniczy oraz spożywczy.